# NGC 6871
NGC 6871 (również OCL 148) – gromada otwarta znajdująca się w gwiazdozbiorze Łabędzia. Jest położona w odległości ok. 5,1 tys. lat świetlnych od Słońca.
Jako pierwszy dostrzegł ją William Herschel 23 września 1783 roku podczas swoich wczesnych obserwacji gwiazd podwójnych. Ponieważ nie skatalogował jej w żadnym ze swoich spisów obiektów „mgławicowych”, jako odkrywcę gromady często podaje się Friedricha Georga Wilhelma Struvego, który niezależnie odkrył ją w 1825 roku.